# 1912年ストックホルムオリンピックのギリシャ選手団
1912年ストックホルムオリンピックのギリシャ選手団（1912ねんストックホルムオリンピックのギリシャせんしゅだん）は、1912年5月5日から7月27日にかけてスウェーデンの首都ストックホルムで開催された1912年ストックホルムオリンピックのギリシャ選手団、およびその競技結果。

## 概要
今大会は金メダル1個、銅メダル1個の合計2個のメダルを獲得した。

## メダル
| メダル | 選手名                               | 競技 | 種目           |
| ------ | ------------------------------------ | ---- | -------------- |
| 金     | コンスタンティノス・ツィクリティラス | 陸上 | 男子立ち幅跳び |
| 銅     | コンスタンティノス・ツィクリティラス | 陸上 | 男子立ち高跳び |